# جوليا بلات
جوليا بلات (بالإنجليزية: Julia B. Platt)‏ هي عالمة أعصاب أمريكية، ولدت في 14 سبتمبر 1857 في سان فرانسيسكو في الولايات المتحدة، وتوفيت في 1935.